# Chalatenango
Chalatenango és un municipi del nord del Salvador. És la capital del Departament del mateix nom. Ocupa una superfície de 131,8 km2, dels quals només uns 0,75 són zona urbana. El municipi està subdividit en sis cantons i 36 caserius. La població, en el cens de 2008, era de 30.080 habitants.
El nom és d'origen nàhuatl i significa vall de sorra de riu. Va ser fundat pel poble lenca i és molt anterior a l'arribada dels europeus. Al segle xv va passar als pipils. El 1831 va rebre el títol de vila pels seus serveis a la independència del país.